# Láng Gusztáv (irodalomkritikus)
Láng Gusztáv (Budapest, 1936. június 12. – Táplánszentkereszt, 2025. április 12.) magyar irodalomtörténész, kritikus, egyetemi tanár.

## Életútja
Szatmárnémetiben végezte a középiskolát, majd Kolozsváron szerzett magyar szakos tanári diplomát a Bolyai Tudományegyetemen 1958-ban. 1957-1959 között az Állami Irodalmi és Művészeti Kiadónál dolgozott. 1959-1984 között a kolozsvári egyetem magyar tanszékén tanított. 1967-től XX. századi magyar irodalmat adott elő. 1984-ben áttelepült Magyarországra, ahol szombathelyi Berzsenyi Dániel Főiskola magyar irodalom tanszékvezető tanára lett.

## Munkássága
Cikkei a Korunk, az Utunk és az Igaz Szó című lapokban jelentek meg. A Nyugat első nemzedékének költészetéről és erdélyi szerzők műveiről írt. A 2000-es évektől a Várad című irodalmi lapban is publikált.

## Művei
- Boríték nélkül (fiktív levelezés Veress Zoltánnal, 1970)
- Romániai magyar irodalom 1945-1970 (Kántor Lajossal, 1971)
- Vers és válság. Jegyzetek a fiatal Dsida expresszionizmusáról (1973)
- A jelen idő nyomáan (kritikák, vitacikkek, 1977)
- Irodalomtudományi és stilisztikai tanulmányok (szerkesztette Szabó Zoltánnal, 1981-)
- Kiskatedra (műelemzések, 1992-1993)
- A lázadás közjátéka. Dsida-tanulmányok (1996)
- Kivándorló irodalom. Kísérletek (1998)
- Dsida Jenő költészete (monográfia, 2001)
- Látványok és szövegek. Tanulmányok és kritikák; Felsőmagyarország, Miskolc, 2006 (Vízjel sorozat)
- Kérdezz másképp... Tanulmányok, Tipp Cult, Bp., 2015 (Parnasszus könyvek. Magasles)
- Tiltakozó szomorúság. Esszék, tanulmányok; Savaria University Press, Szombathely, 2015
- Kántor Lajos–Láng Gusztáv: Száz év kaland. Erdély magyar irodalmáról, 1918–2017; Bookart, Miercurea Ciuc, 2018
- Dsida Jenő költészete; 2. bőv. kiad.; Savaria University Press, Szombathely, 2021

## Szerkesztései
- George Cosbuc: Költemények (1961)
- Nagy Lajos: Országúti kaland (1963, 1975)
- George Cosbuc legszebb versei (1966)
- Babits Mihály: A gólyakalifa és négy novella (1971)
- Dsida Jenő: Versek és műfordítások (1974)
- Tóth Árpád legszebb versei (1974)
- Babits Mihály: Válogatott versek és műfordítások (1975)
- Tóth Árpád: Lélektől lélekig (1978)
- Kosztolányi Dezső: Esti Kornél éneke (1979)
- Dsida Jenő: Összegyűjtött versek és műfordítások (1983)
- Ady Endre: Élet. Válogatás publicisztikai írásaiból (1997)

## Díjai, kitüntetései
- A Kolozsvári Írók Társasága díja (1971, Kántor Lajossal)
- Timotei Cipariu-díj (Román Tudományos Akadémia), 1975
- A Kolozsvári Írók Társasága díja, 1976. (A jelen idő nyomában c. kötetért.)
- A szocialista kultúráért, 1988
- A Berzsenyi Dániel Főiskola díja „A tudományért”, 2000
- Arany János-jutalom (2001)
- József Attila-díj (2003)
- A Magyar Irodalomtörténeti Társaság „Toldy Ferenc díja”, 2009
- Hídverő-díj (az „Erdély Magyar Irodalmáért” Alapítvány díja)
- A Magyar Érdemrend lovagkeresztje (2016)
- Dr. István Lajos életmű-díj, 2016
- Cs. Szabó László-díj (Magyar Művészeti Akadémia), 2018
- Méhes György-nagydíj (Erdélyi Magyar Írók Ligája), 2019